# Ulysse (Schiff)
Die Ulysse ist eine Ro-Pax-Fähre der tunesischen Reederei Compagnie Tunisienne de Navigation (COTUNAV).

## Geschichte
Das Schiff wurde als erstes von zwei baugleichen Schiffen für die Reederei Compagnie Tunisienne de Navigation unter der Baunummer 1093 auf der Schichau Seebeckwerft in Bremerhaven gebaut. Die Kiellegung des Schiffes fand am 19. August 1996, der Stapellauf am 1. Februar 1997 statt. Die Fertigstellung des Schiffes erfolgte am 2. Juli 1997.
Das Schiff wird im Mittelmeer im Liniendienst in erster Linie zwischen Tunesien und Italien für den Transport von Lkw und Trailern eingesetzt. An Deck können auch Container geladen werden.

### Zwischenfall
| \| Ort der Kollision \| |
| Ort der Kollision       |

Am 7. Oktober 2018 kollidierte das Schiff rund 15 bis 20 Seemeilen nördlich der Halbinsel Cap Corse im Norden von Korsika mit dem vor Anker liegenden Containerschiff CSL Virginia. Das von der griechischen Reederei Cyprus Sea Lines bereederte Containerschiff gehört zum Schiffstyp Hyundai 5000. Das Schiff hatte zuletzt Genua angelaufen und lag seit rund 14 Tagen am späteren Kollisionsort beschäftigungslos vor Anker. Die Ulysse befand sich auf dem Weg von Genua nach Radès.
Bei dem Unglück kollidierte der Bug der Ulysse auf der Steuerbordseite mit dem Mittschiffsbereich des Containerschiffs. Beide Schiffe wurden beschädigt. Die Ulysse verblieb zunächst in der Position, um einen größeren Wassereinbruch bei der CSL Virginia zu verhindern. Infolge der Kollision trat aus beschädigten Tanks des Containerschiffs Schweröl aus. In unterschiedlichen Berichten war von 550 bzw. rund 600 t ausgelaufenem Schweröl die Rede. Später hieß es, es seien unter 200 t Schweröl ausgelaufen. Das ausgelaufene Schweröl bildete einen Ölteppich, der sich über rund 20 km erstreckte und rund 
300 bis 400 m breit war. Bei den anschließenden Reinigungsarbeiten wurden große Teile des ausgetretenen Öls aufgenommen. Rund eine Woche später wurde Öl an der Côte d’Azur angespült, von dem angenommen wurde, dass es sich um infolge der Kollision der beiden Schiffe ausgetretenes Öl handelte.
Am 11. Oktober wurden die beiden Schiffe voneinander getrennt. Die Ulysse verblieb danach zunächst noch am Unglücksort, bevor sie am 12. Oktober ihre Fahrt nach Tunesien fortsetzte. Die CSL Virginia verließ den Unglücksort rund zwei Wochen später.
Bei der vom französischen Bureau d’enquétes sur les événements de mer (BEA mer) durchgeführten Untersuchung der Kollision wurde festgestellt, dass diese insbesondere auf mangelhaften Ausguck auf der Ulysse und die Ablenkung des diensthabenden Brückenpersonals auf beiden Schiffen durch die Benutzung von Mobiltelefonen zurückzuführen war. Zusätzlich trug die zwar zulässige, aber ungeschickte Ankerposition der CSL Virginia zum Unglück bei.

## Technische Daten und Ausstattung
Das Schiff wird von vier Viertakt-Sechszylinder-Dieselmotoren des Herstellers Sulzer (Typ: 6ZAL 40S) mit zusammen 14.000 kW Leistung angetrieben. Die Motoren wirken auf zwei Verstellpropeller. Das Schiff erreicht eine Geschwindigkeit von 20 kn. Es ist mit zwei Bugstrahlrudern ausgerüstet.
Für die Stromerzeugung stehen zwei von den Hauptmotoren angetriebene Generatoren mit jeweils 650 kW Leistung (812 kVA Scheinleistung) sowie vier Dieselgeneratorsätze mit jeweils 703 kW Leistung (879 kVA Scheinleistung) zur Verfügung.
Das Schiff verfügt über zwei Ro-Ro-Decks für den Transport von Lkw und Trailern. Das untere, geschlossene der beiden Ro-Ro-Decks ist über eine Heckrampe zugänglich. Das obere Ro-Ro-Deck ist im vorderen Teil von den Decksaufbauten überbaut und im hinteren Teil offen. Es ist über Rampen mit dem unteren Ro-Ro-Deck verbunden. Außerdem verfügt das Schiff über ein weiteres Ro-Ro-Deck, auf dem Pkw befördert werden können. Die Ro-Ro-Decks sind mittschiffs in Längsrichtung durch Schornstein und Versorgungsschächte unterbrochen. Auf den Ro-Ro-Decks stehen 1950 Spurmeter zur Verfügung, auf denen 128 Trailer geladen werden können.
Die Decksaufbauten befinden sich im vorderen Drittel der Schiffslänge. Sie sind über das Ro-Ro-Deck gebaut und verfügen über vier Decks mit den Einrichtungen für die Passagiere, die Besatzungsmitglieder und der Brücke.